# 罗梅塔之围
罗梅塔之围是卡尔比兹王朝代表法蒂玛王朝对拜占庭帝国在西西里岛东北部的城市罗梅塔发动的一次围城战，以完成穆斯林对西西里的征服。

## 围城
围城由卡尔比兹王朝的兄弟艾哈迈德·伊本·哈桑·卡尔比（Ahmad ibn al-Hasan al-Kalbi）和哈桑·伊本·阿马尔（Al-Hasan ibn Ammar）领导。962年攻占陶尔米纳之后，卡尔比兹王朝北上罗梅塔，次年艾哈迈德开始了对其的围攻。罗梅塔很快向当时的拜占庭皇帝尼基弗鲁斯二世（Nikephoros II）派送了使节，寻求军事及物资援助。尼基弗鲁斯二世派遣了一支包含40,000人的舰队，其中的不少都参与过攻占克里特岛的伊拉克利翁之围，前往西西里。这支舰队由尼基塔斯·阿巴兰特斯（Niketas Abalantes）指挥，骑兵由曼努埃尔·福卡斯（Manuel Phokas）指挥。964年10月，由西西里总督哈桑·伊本·阿里·卡尔比（Al-Hasan ibn Ali al-Kalbi）领导的柏柏尔人军队加强了围城的力度。同年10月25日，拜占庭军队与穆斯林开始正面交战，起初拜占庭人控制着战场，然而穆斯林很快将其击溃，据称歼灭了四分之一以上的拜占庭军人，包括他们的指挥曼努埃尔·福卡斯。幸存的拜占庭人试图逃回他们在墨西拿的舰队，但在离开时遭到了伏击，并在这场墨西拿海峡战役中被再次击败。失去增援的罗梅塔无法抵抗卡尔比兹王朝的围攻，于965年5月沦陷，城市的居民被屠杀，幸存者被当做奴隶贩卖，城市此后被穆斯林殖民。